# Парк Канниццаро

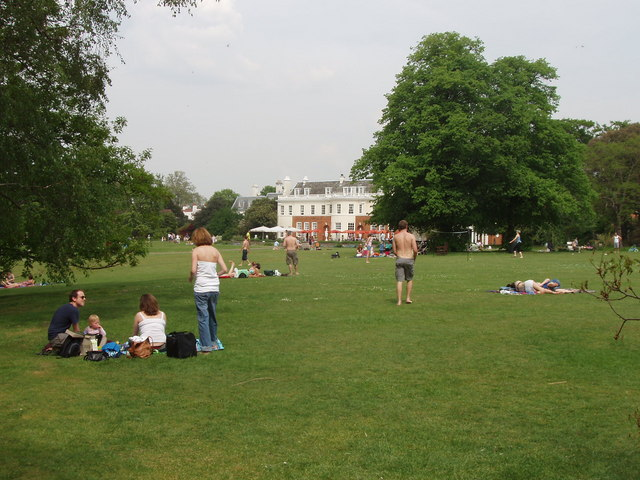
Дом в окружении лужайки и парка

Парк Канниццаро (англ. Cannizaro Park) — общественный парк в лондонском боро Мертон. Расположен около юго-западного края Уимблодн Коммон. Известен своими ландшафтными садами с прудами и скульптурами.
Парк включён в Реестр исторических парков и садов Англии (англ.) с грейдом 2.

## История

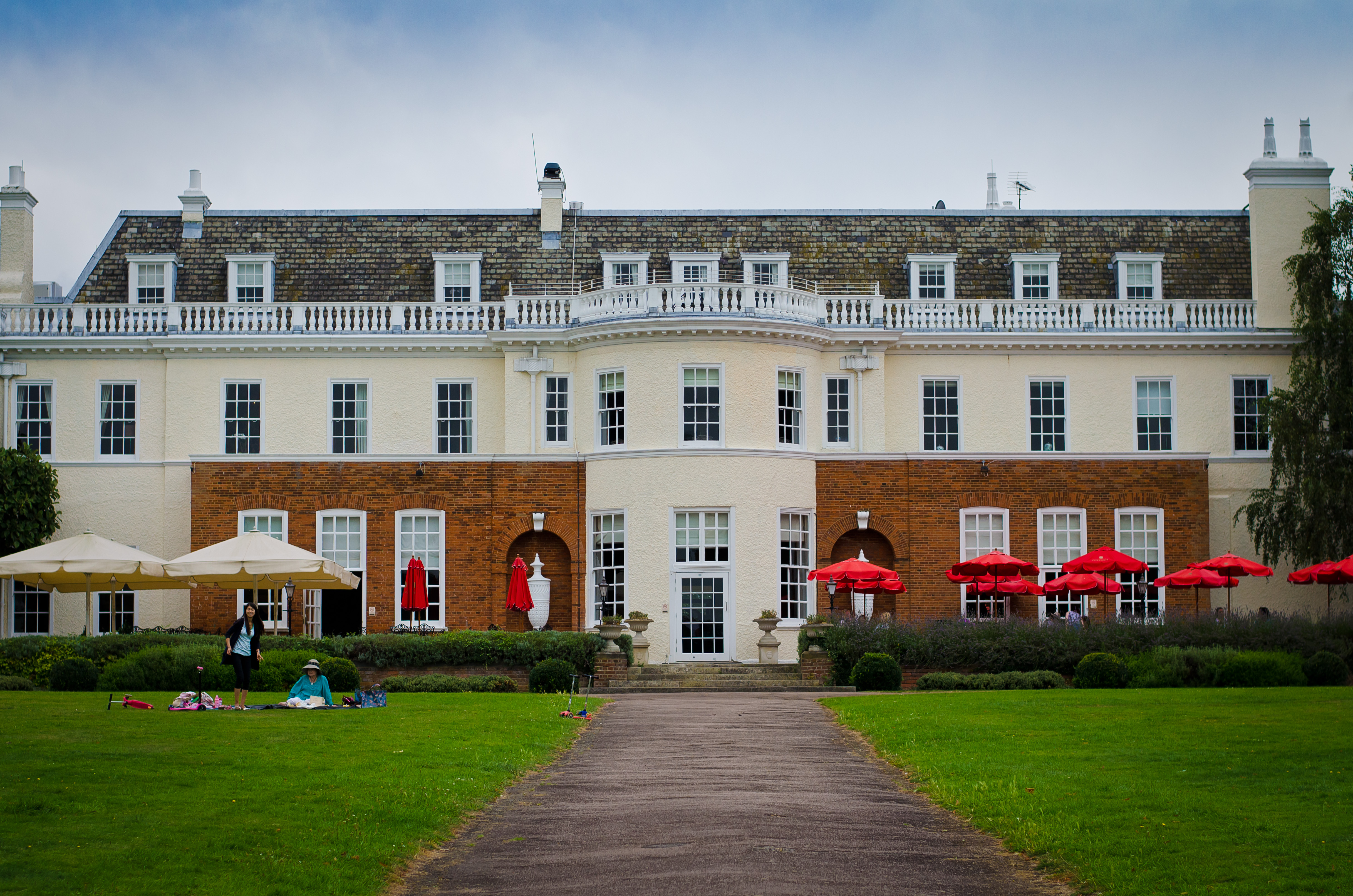
Канниццаро-хаус (до последней перестройки)

Парк является остатками садов первоначального сельского дома в его центре (сейчас там гостиница). Дом, изначально называвшийся
Уоррен-хаус, построен в 18 веке и принадлежал семьям Гровернор и Дрекс, которые на протяжении большей части их истории состояли в родственных отношениях. Соседнее Королевское Уимблдонское поле для гольфа и западная часть деревни Уимблдон тоже когда-то были частью поместья.
С 1785 по 1806 годы дом занимал секретарь внутренних дел и государственный секретарь по вопросам войны Генри Дандас, виконт Мелвилл. В то время он был важным общественным центром для знати и ведущих политиков (король Георг 3 и премьер-министр Уильям Питт-младший, регулярно останавливались в доме). Дандас организовал ландшафтные работы в саду, основная структура которых осталась до сих пор. Леди Джейн Вуд в саду это памятник его жене.
В 1817 году сицилианец Френсис Платамоне, герцог Сан-Антонио и его жена София, шотландка по происхождению, арендовали дом и проводили в нём регулярные вечеринки и концерты, на которых присутствовали премьер-министр герцог Веллингтон и Мэри Фицгерберт, фаворитка короля Георга 4. Герцог оставил свою жену и вернулся в Италию в 1832 году, когда получил титул герцога Канниццаро. Герцогиня оставалась в Уоррен-хаусе до своей смерти в 1841 году. После её смерти дом стал известен по титулу её супруга (с различиями в произношении).
Большой пожар в начале 20 века уничтожил большую часть дома, но он был отстроен заново и расширен до нынешних размеров. В 1920-е годы дом Канниццаро принадлежал адмиралу Планкетту-Ирнле-Ирле-Дракс. Он продал дом семье Уилсон, последним частным владельцам дома.

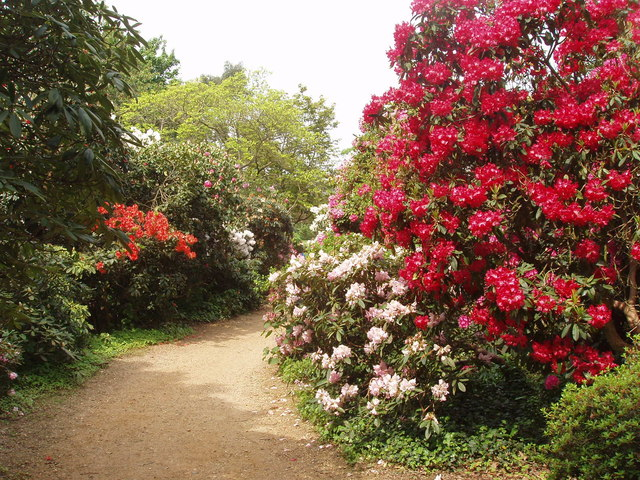
Рододендроновая аллея в парке Канниццаро

Уилсоны владели домом до конце 1940-х и сделали серию улучшений в садах с высаживанием новых деревьев, рододендронов, азалий и камелий. В 1947 году дом и сады были проданы Совету боро Уимблдон. Вскоре сады были открыты для публики, а дом некоторое время использовался в качестве дома престарелых.
Лондонское боро Мертон продало дом в 1980-х и он был превращён в гостиницу, работающую и сейчас. Окружающие сады остались в собственности Совета и открыты для публики. Большая их часть хорошо ухожена, сохраняя характер большого частного сада, со множеством отдельных зон и маленькими «садовыми комнатами», но сложные Итальянские сады в основном не засажены. В течение многих лет и до 2013 года в летнее время в Итальянских садах проходили оперные выступления в рамках Фестиваля Канниццаро.

## Статуя Хайле Селассие

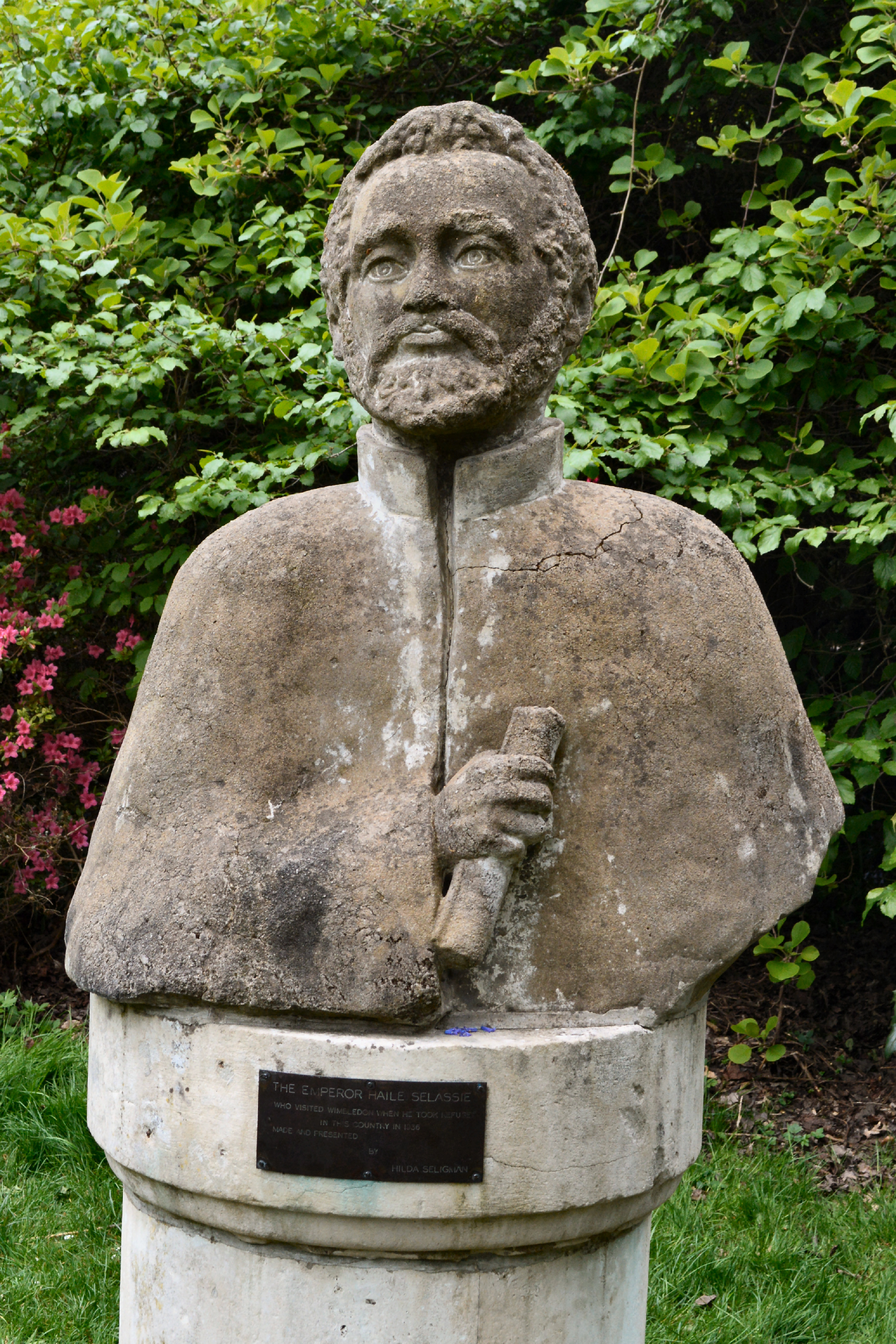
Статуя императора Эфиопии Хайле Селассие

В парке Канниццаро установлен бюст императора Эфиопии Хайле Селассие, авторства Хильды Селигман (англ.). Селассие жил в Уимблдоне во время своего изгнания из Эфиопии с 1936 года, в доме семьи Селигман по соседству. Статуя установлена в парке Канниццаро после сноса дома Селигманов, Линкольн-хауса, в 1957 году.
Статуя была повалена в июне 2020 года толпой протестующих, в связи с беспорядками в Эфиопии после убийства Хачалу Хундесса (англ.).